# Hochrheinbahn
Hochrheinbahn – linia kolejowa w południowych Niemczech i w północnej Szwajcarii o długości 144 km. Łączy Bazyleę i Kreuzlingen przez Waldshut-Tiengen, Szafuzę, Singen (Hohentwiel), Radolfzell am Bodensee i Konstancję. Zelektryfikowany jest odcinek Szafuza - Konstancja (49,9 km).
Linia została wybudowana przez Koleje Wielkiego Księstwa Badenii jako część Badische Hauptbahn, która biegła od Mannheim do Konstancji.
Pierwszy odcinek z Bazylei do Bad Säckingen został otwarty 4 lutego 1856, już 30 października tego roku linia dotarła do Waldshut. Następnie prace zostały zatrzymane, tory do Konstancji zakończono układać 15 czerwca 1863.
Obecnie nie istnieje bezpośrednie połączenie Bazylea - Kreuzlingen, pociągi na trasie z Bazylei docierają maksymalnie do Singen. Odcinek Singen - Konstancja obsługiwany jest jako część Schwarzwaldbahn.

## Czas przejazdu
Najkrótszy czas jazdy pociągów danej kategorii w wybranych relacjach (deklarowany w rozkładzie jazdy Deutsche Bahn lub Schweizerische Bundesbahnen).
| Typ                              | Basel Badischer Bahnhof-Waldshut | Waldshut-Szafuza | Szafuza-Singen | Singen-Kreuzlingen | Basel Badischer Bahnhof-Singen |
| -------------------------------- | -------------------------------- | ---------------- | -------------- | ------------------ | ------------------------------ |
| Regionalbahn Regio               | 0:52                             | 0:53             | 0:19           | brak               | brak                           |
| Regio-Express Interregio-Express | 0:31                             | 0:26             | 0:14           | 0:30               | 1:13                           |

## Ważniejsze stacje
- Basel Badischer Bahnhof
- Waldshut
- Szafuza
- Singen (Hohentwiel)
- Radolfzell
- Konstancja
- Kreuzlingen

## Galeria

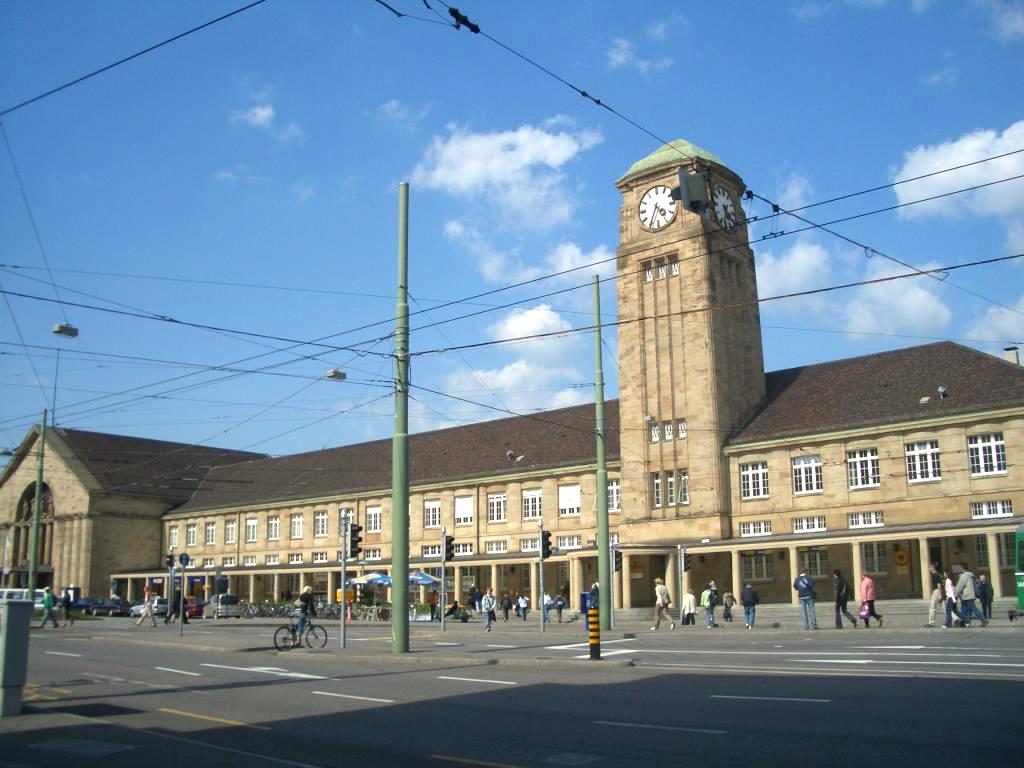
Basel Badischer Bahnhof
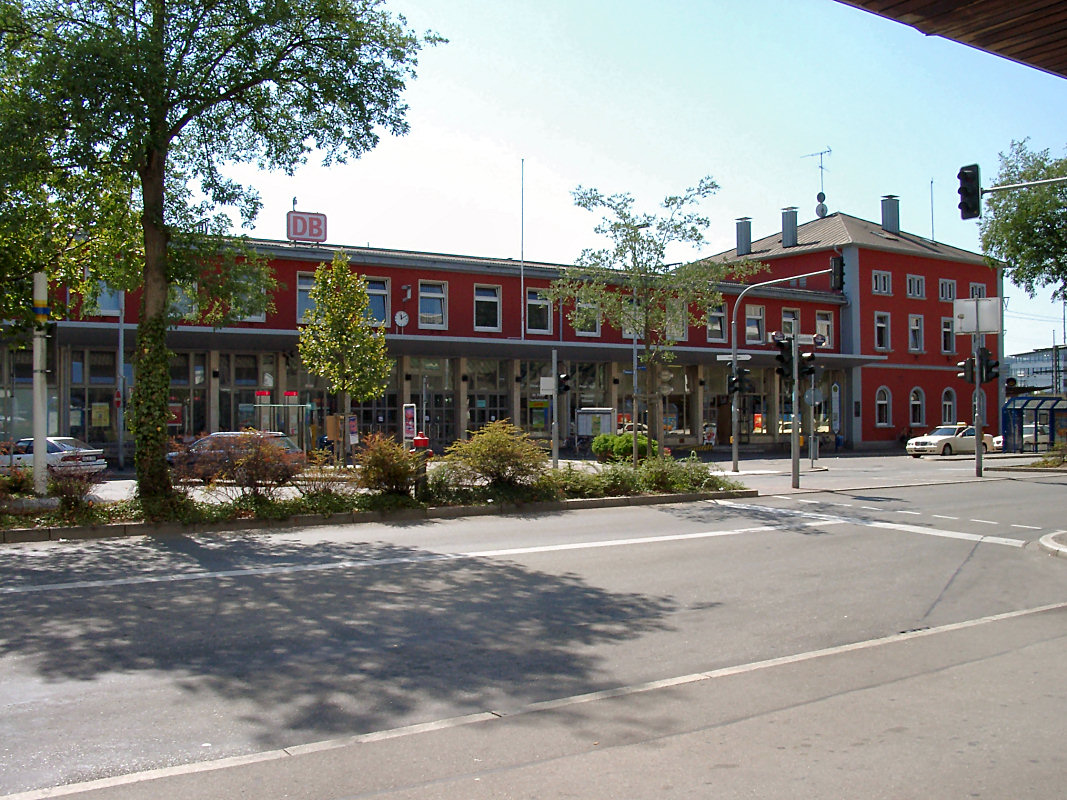
Dworzec w Singen
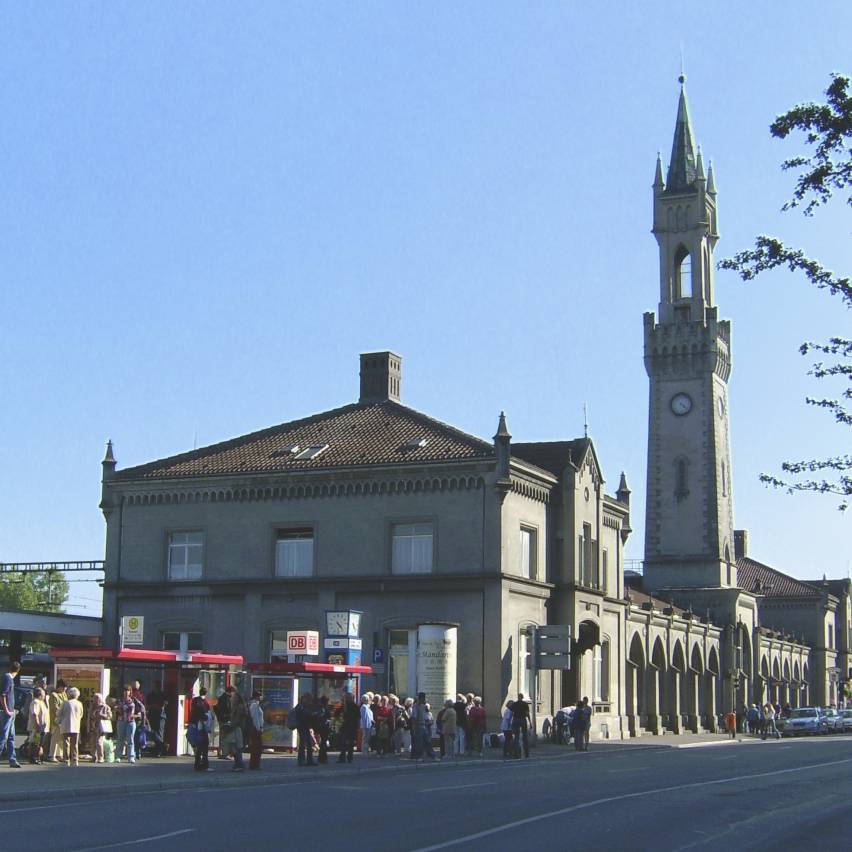
Dworzec w Konstancji